# Ferdinand Duchatsch
Ferdinand Alois Maria Duchatsch (* 1. Februar 1835 in Marburg an der Drau; † 13. Dezember 1887 in Graz) war ein österreichischer Jurist und Politiker.

## Leben
Als Sohn eines Hof- und Gerichtsadvokaten geboren, studierte Duchatsch nach dem Besuch des Marburger Gymnasiums Rechtswissenschaften in Graz. Er wurde zum Dr. iur. promoviert. Nach seinem Studium wurde er Hof- und Gerichtsadvokat. Von 1862 bis 1885 war er Landtags- und Reichsratsabgeordneter für den Untersteierischen Städtebezirk Marburg-Pettau. Im Jahr 1869 wurde er in den Stadtrat gewählt, wo er bis zu seinem Tod blieb. Von 1874 bis 1876 war er Vizebürgermeister und von 1883 bis 1885 Bürgermeister von Marburg.

## Ehrungen
- Franz-Joseph-Orden, Ritterkreuz
- Orden der Krone von Rumänien, Ritterkreuz
- 1886: Ehrenmitglied der Burschenschaft Germania Graz